# Ipercubo roncitroncato
| Ipercubo roncitroncato | Ipercubo roncitroncato                                                |
| --- | --------------------------------------------------------------------- |
| Diagramma di Schlegel con 128 facce triangolari (blu) e 192 facce quadrate (verdi), le facce ottagonali sono trasparenti. |                                                                       |
| Tipo | Policoro semiregolare                                                 |
| Celle | 8 cubi troncati 16 3.4.3.4 24 prismi ottagonali 32 prismi triangolari |
| Facce | 128 {3} 192 {4} 48 {8}                                                |
| Spigoli | 480                                                                   |
| Vertici | 192                                                                   |
| Figura dei vertici | Piramide regolare                                                     |
| Gruppo di simmetria | B4, [3,3,4]                                                           |
| Simbolo di Schläfli | t0,1,3{4,3,3}                                                         |
| Proprietà | convesso                                                              |

In geometria, l'ipercubo roncitroncato (ipercubo troncato e roncinato) è un poliedro semiregolare della quarta dimensione, delimitato da 80 celle tridimensionali: 8 cubi troncati, 16 cubottaedri, 24 prismi ottagonali e 32 prismi triangolari.

## Costruzione
L'ipercubo roncitroncato può essere costruito a partire dall' ipercubo troncato, espandendo le celle cubiche all'esterno
del poliedro in modo radiale, quindi inserendo dei prismi ottagonali fra di esse. Durante il processo i tetraedri originali si espandono in cubottaedri, mentre alcuni prismi triangolari riempiono gli interstizi formatisi. La figura
quindi è ottenuta applicando il troncamento quindi la roncinatura dell'ipercubo.